# 苏氏螳属
苏氏螳属（学名：Zoolea）为螳科的一个属。

## 下属物种
本属包括以下物种：
- 德氏苏氏螳 Zoolea descampsi Roy & Ehrmann, 2009
- 叶足苏氏螳 Zoolea lobipes Olivier, 1792
- 大型苏氏螳 Zoolea major Giglio-Tos, 1914
- 小型苏氏螳 Zoolea minor Giglio-Tos, 1914
- 圆环苏氏螳 Zoolea orba Burmeister, 1838